# Węgry na Zimowych Igrzyskach Olimpijskich 1992
Węgry na Zimowych Igrzyskach Olimpijskich 1992 reprezentowało 24 zawodników: 13 mężczyzn i 11 kobiet. Był to szesnasty start reprezentacji Węgier na zimowych igrzyskach olimpijskich.

## Skład kadry

### Biathlon
Mężczyźni
| Konkurencja  | Zawodnik      | Pudła 1 | Czas    | Pozycja |
| ------------ | ------------- | ------- | ------- | ------- |
| 10 km Sprint | László Farkas | 2       | 31:43.6 | 82      |
| 10 km Sprint | János Panyik  | 3       | 30:13.0 | 73      |
| 10 km Sprint | Gábor Mayer   | 0       | 29:55.6 | 69      |
| 10 km Sprint | Tibor Géczi   | 1       | 28:15.5 | 38      |

| Konkurencja | Zawodnik         | Czas      | Pudła | Skorygowany czas 2 | Pozycja |
| ----------- | ---------------- | --------- | ----- | ------------------ | ------- |
| 20 km       | László Farkas    | 1'02:54.3 | 8     | 1'10:54.3          | 83      |
| 20 km       | István Oláh Nelu | 1'02:08.6 | 7     | 1'09:08.6          | 80      |
| 20 km       | János Panyik     | 1'00:37.7 | 8     | 1'08:37.7          | 78      |
| 20 km       | Tibor Géczi      | 59:56.3   | 4     | 1'03:56.3          | 55      |

Sztafeta męska 4 × 7,5 km
| Zawodnicy                                          | Bieg    | Bieg      | Bieg    |
| Zawodnicy                                          | Pudła 1 | Czas      | Pozycja |
| -------------------------------------------------- | ------- | --------- | ------- |
| János Panyik László Farkas Gábor Mayer Tibor Géczi | 2       | 1'32:50.7 | 15      |

Kobiety
| Konkurencja   | Zawodniczka       | Pudła 1 | Czas    | Pozycja |
| ------------- | ----------------- | ------- | ------- | ------- |
| 7,5 km Sprint | Anna Bozsik       | 4       | 33:44.8 | 67      |
| 7,5 km Sprint | Beatrix Holéczy   | 2       | 32:44.5 | 66      |
| 7,5 km Sprint | Kathalin Czifra   | 3       | 32:04.4 | 65      |
| 7,5 km Sprint | Brigitta Bereczki | 6       | 29:42.6 | 61      |

| Konkurencja | Zawodniczka       | Czas    | Pudła | Skorygowany czas 2 | Pozycja |
| ----------- | ----------------- | ------- | ----- | ------------------ | ------- |
| 15 km       | Kathalin Czifra   | DNF     | –     | DNF                | –       |
| 15 km       | Anna Bozsik       | 55:47.0 | 10    | 1'05:47.0          | 66      |
| 15 km       | Beatrix Holéczy   | 58:56.4 | 4     | 1'02:56.4          | 59      |
| 15 km       | Brigitta Bereczki | 54:18.2 | 5     | 59:18.2            | 44      |

Sztafeta kobiet 3 × 7,5 km
| Zawodniczki                                       | Bieg    | Bieg      | Bieg    |
| Zawodniczki                                       | Pudła 1 | Czas      | Pozycja |
| ------------------------------------------------- | ------- | --------- | ------- |
| Brigitta Bereczki Kathalin Czifra Beatrix Holéczy | 3       | 1'31:31.1 | 16      |

### Biegi narciarskie
Mężczyźni
| Konkurencja | Zawodnik         | Bieg    | Bieg    |
| Konkurencja | Zawodnik         | Czas    | Pozycja |
| ----------- | ---------------- | ------- | ------- |
| 10 km klas. | István Oláh Nelu | 37:37.7 | 100     |
| 15 km dow.  | István Oláh Nelu | 54:49.2 | 85      |

Kobiety
| Konkurencja | Zawodniczka | Bieg    | Bieg    |
| Konkurencja | Zawodniczka | Czas    | Pozycja |
| ----------- | ----------- | ------- | ------- |
| 5 km klas.  | Anna Bozsik | 18:29.0 | 59      |
| 10 km dow.  | Anna Bozsik | 36:39.8 | 54      |
| 15 km klas. | Anna Bozsik | 53:46.5 | 48      |

### Łyżwiarstwo figurowe
Kobiety
| Zawodniczka     | P.K. | P.D. | Pkt. Og. | Pozycja |
| --------------- | ---- | ---- | -------- | ------- |
| Krisztina Czakó | 19   | 23   | 32.5     | 23      |

Pary taneczne
| Zawodniczki                       | P.Ob.1. | P.Ob.2. | P.Or. | P.D. | Pkt.Og. | Pozycja |
| --------------------------------- | ------- | ------- | ----- | ---- | ------- | ------- |
| Regina Woodward Csaba Szentpetery | 13      | 15      | 15    | 14   | 29.0    | 14      |
| Klára Engi Attila Tóth            | 6       | 6       | 7     | 7    | 13.6    | 7       |

### Łyżwiarstwo szybkie
Mężczyźni
| Konkurencja | Zawodnik       | Wyścig  | Wyścig  |
| Konkurencja | Zawodnik       | Czas    | Pozycja |
| ----------- | -------------- | ------- | ------- |
| 500 m       | Csaba Madarász | 40.41   | 37      |
| 1000 m      | Csaba Madarász | 1:20.58 | 41      |
| 1500 m      | Csaba Madarász | 2:05.00 | 42      |

Kobiety
| Konkurencja | Zawodnicza      | Wyścig  | Wyścig  |
| Konkurencja | Zawodnicza      | Czas    | Pozycja |
| ----------- | --------------- | ------- | ------- |
| 500 m       | Krisztina Egyed | 43.39   | 32      |
| 1000 m      | Krisztina Egyed | 1:27.81 | 34      |
| 1500 m      | Krisztina Egyed | 2:21.11 | 32      |

### Narciarstwo alpejskie
Mężczyźni
| Zawodnik       | Konkurencja   | 1 zjazd | 2 zjazd | Ogólnie | Ogólnie |
| Zawodnik       | Konkurencja   | Czas    | Czas    | Czas    | Pozycja |
| -------------- | ------------- | ------- | ------- | ------- | ------- |
| Péter Kristály | Zjazd         |         |         | 2:09.88 | 43      |
| Balázs Tornay  | Super-G       |         |         | DNF     | –       |
| Péter Kristály | Super-G       |         |         | 1:23.47 | 65      |
| Pierre Kőszáli | Super-G       |         |         | 1:21.45 | 57      |
| Attila Bónis   | Super-G       |         |         | 1:21.10 | 56      |
| Péter Kristály | Slalom Gigant | 1:18.34 | 1:16.04 | 2:34.38 | 56      |
| Balázs Tornay  | Slalom Gigant | 1:16.71 | 1:13.00 | 2:29.71 | 50      |
| Attila Bónis   | Slalom Gigant | 1:13.98 | DNF     | DNF     | –       |
| Pierre Kőszáli | Slalom Gigant | 1:12.73 | 1:10.63 | 2:23.36 | 42      |
| Péter Kristály | Slalom        | 1:03.17 | 1:04.89 | 2:08.06 | 43      |
| Pierre Kőszáli | Slalom        | 1:00.66 | DNF     | DNF     | –       |
| Attila Bónis   | Slalom        | 59.54   | 59.48   | 1:59.02 | 37      |
| Balázs Tornay  | Slalom        | 59.39   | 1:01.13 | 2:00.52 | 38      |

Kombinacja męska
| Zawodnik       | Zjazd   | Slalom | Slalom  | Ogólnie | Ogólnie |
| Zawodnik       | Czas    | Czas 1 | Czas 2  | Punkty  | Pozycja |
| -------------- | ------- | ------ | ------- | ------- | ------- |
| Péter Kristály | 2:00.42 | 58.52  | 1:01.61 | 265.18  | 37      |
| Pierre Kőszáli | 1:56.25 | 55.79  | 1:05.03 | 226.57  | 33      |

Kobiety
| Zawodniczka     | Konkurencja   | 1 zjazd | 2 zjazd | Ogólnie | Ogólnie |
| Zawodniczka     | Konkurencja   | Czas    | Czas    | Czas    | Pozycja |
| --------------- | ------------- | ------- | ------- | ------- | ------- |
| Vera Gönczi     | Super-G       |         |         | 1:37.90 | 44      |
| Annamária Bónis | Super-G       |         |         | 1:37.68 | 43      |
| Vera Gönczi     | Slalom Gigant | 1:18.75 | DNF     | DNF     | –       |
| Annamária Bónis | Slalom Gigant | 1:17.37 | 1:19.63 | 2:37.00 | 34      |
| Annamária Bónis | Slalom        | DNF     | –       | DNF     | –       |
| Vera Gönczi     | Slalom        | 59.97   | 55.36   | 1:55.33 | 32      |

### Short track
Mężczyźni
| Zawodnik         | Konkurencja | Pierwsza runda | Pierwsza runda | Ćwierćfinały  | Ćwierćfinały  | Półfinały     | Półfinały     | Finały        | Finały           |
| Zawodnik         | Konkurencja | Czas           | Pozycja        | Czas          | Pozycja       | Czas          | Pozycja       | Czas          | Pozycja finałowa |
| ---------------- | ----------- | -------------- | -------------- | ------------- | ------------- | ------------- | ------------- | ------------- | ---------------- |
| Tibor Kun Bálint | 1000 m      | 1:36.86        | 4              | Nie awansował | Nie awansował | Nie awansował | Nie awansował | Nie awansował | Nie awansował    |

Kobiety
| Zawodniczka    | Konkurencja | Pierwsza runda | Pierwsza runda | Ćwierćfinały   | Ćwierćfinały   | Półfinały      | Półfinały      | Finały         | Finały           |
| Zawodniczka    | Konkurencja | Czas           | Pozycja        | Czas           | Pozycja        | Czas           | Pozycja        | Czas           | Pozycja finałowa |
| -------------- | ----------- | -------------- | -------------- | -------------- | -------------- | -------------- | -------------- | -------------- | ---------------- |
| Tamara Kaszala | 500 m       | 52.38          | 4              | Nie awansowała | Nie awansowała | Nie awansowała | Nie awansowała | Nie awansowała | Nie awansowała   |